# Aire urbaine de Dinard
L'aire urbaine de Dinard est une aire urbaine française centrée sur l'unité urbaine de Dinard, en Ille-et-Vilaine. Composée de 10 communes, elle comptait 32 364 habitants en 2015.

## Composition selon la délimitation de 2010
| Nom                 | Code Insee | Statut | Superficie (km2) | Population (dernière pop. légale) | Densité (hab./km2) |
| ------------------- | ---------- | ------ | ---------------- | --------------------------------- | ------------------ |
| Dinard              | 35093      |        | 7,84             | 10 407 (2022)                     | 1 327              |
| Lancieux            | 22094      |        | 6,69             | 1 602 (2022)                      | 239                |
| Pleslin-Trigavou    | 22190      |        | 21,8             | 4 043 (2022)                      | 185                |
| Plessix-Balisson    | 22192      |        | 0,08             | 89 (2014)                         | 1 112              |
| Pleurtuit           | 35228      |        | 29,67            | 7 064 (2022)                      | 238                |
| Ploubalay           | 22209      |        | 35,45            | 3 077 (2014)                      | 87                 |
| La Richardais       | 35241      |        | 3,14             | 2 624 (2022)                      | 836                |
| Saint-Briac-sur-Mer | 35256      |        | 8,06             | 2 228 (2022)                      | 276                |
| Saint-Lunaire       | 35287      |        | 10,27            | 2 647 (2022)                      | 258                |
| Tréméreuc           | 22368      |        | 4,15             | 728 (2022)                        | 175                |

### Évolution de la composition
- 1999 : 8 communes (dont 7 forment le pôle urbain)
- 1999 : 10 communes (dont 9 forment le pôle urbain)
  - Pleslin-Trigavou et Tréméreuc sont ajoutées au pôle urbain

## Caractéristiques en 1999
D'après la délimitation établie par l'INSEE, l'aire urbaine de Dinard est composée de 8 communes, situées en Ille-et-Vilaine et dans les Côtes-d'Armor. 
En 1999, ses 25 089 habitants faisaient d'elle la 225e des 354 aires urbaines françaises.
7 des communes de l'aire font partie de son pôle urbain, l'unité urbaine (couramment : agglomération) de Dinard.
Cette aire urbaine ne comporte qu'une commune monopolarisée, Plessix-Balisson, qui est une commune rurale de très faibles superficie et population, enclavée dans la commune urbaine de Ploubalay.
L’aire urbaine de Dinard fait partie de l’espace urbain de Rennes.
Le tableau suivant détaille la répartition de l'aire urbaine sur les départements (les pourcentages s'entendent en proportion du département) :
| Département     | Communes | Communes (%) | Superficie (km²) | Superficie (%) | Population (1999) | Population (%) |
| --------------- | -------- | ------------ | ---------------- | -------------- | ----------------- | -------------- |
| Côtes-d'Armor   | 3        | 0,8          | 42,22            | 0,6            | 3 688             | 0,7            |
| Ille-et-Vilaine | 5        | 1,4          | 58,98            | 0,9            | 21 401            | 2,5            |

En 2006, la population s'élevait à 26 400 habitants.